# Министерство промышленности и торговли Ирана
Министерство промышленности, рудников и торговли Исламской Республики Иран (перс. وزارت صنعت، معدن و تجارت جمهوری اسلامی ایران‎) — государственный орган исполнительной власти Исламской Республики Иран, осуществляющий функции по выработке и реализации государственной политики и нормативно-правовому регулированию в сфере промышленности, горнорудной промышленности, внутренней торговли и внешнеторговой деятельности.

## История
Министерство промышленности, рудников и торговли Исламской Республики Иран образовано 3 августа 2011 года путём слияния Министерства торговли и Министерства промышленности и рудников..
Министерство торговли Ирана было создано 7 июля 1974 года в результате реорганизации Министерства экономики, созданного еще в 1872 году указом Насер ад-Дин Шаха.
Министерство промышленности и рудников Ирана было сформировано в 2000 году путём слияния Министерства горнодобывающей промышленности и металлургии и Министерства промышленности.

## Руководство
Министерство промышленности, рудников и торговли возглавляет министр промышленности, рудников и торговли, назначаемый на должность Меджлисом по представлению Президента Ирана.
С 15 августа 2013 года министерство возглавляет Мохаммад-Реза Немат-заде.

## Функции министерства
Основные функции — выработка государственной политики, осуществление нормативного правового регулирования в сфере промышленности, горнорудной промышленности, внутренней торговли и внешнеторговой деятельности.

## Структура министерства
В структуру Министерства входят:
- Департамент горно-рудной и добывающей промышленности
- Департамент промышленности
- Департамент по правовым делам и парламентским связям
- Департамент планирования и проектирования
- Департамент международной торговли
- Департамент управления и развития персонала
- Департамент научных исследований и технологий